# ヴェネツィアンレース

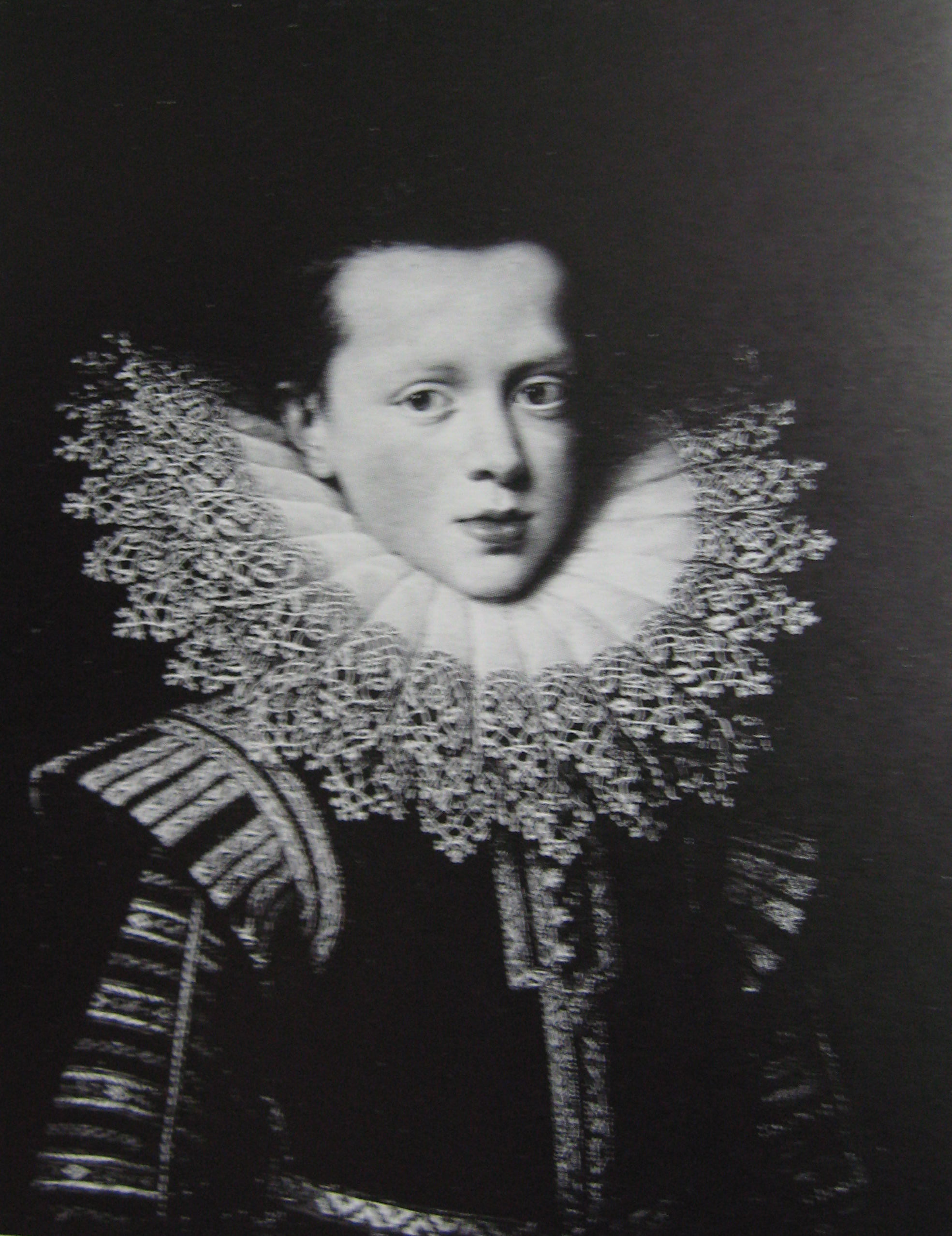
バルトロメオ・コルシーニ。ジォースト・シュスルテルマン画（1620年頃）。コルシーニ家の幼い少年がパスマンで二重に縁取られたフレーズ（円形の襞衿）をつけている。フィレンツェ、コルシーニ美術館所蔵

ヴェネツィア・レース（英語: Venetian lace、ヴェネシャン・レース）は15-16世紀のイタリア北東部アドリア海に面したヴェネツィアの街を発祥として発展したレースの総称。ヴェネツィアはニードルレース発祥の地のひとつ。

## 歴史

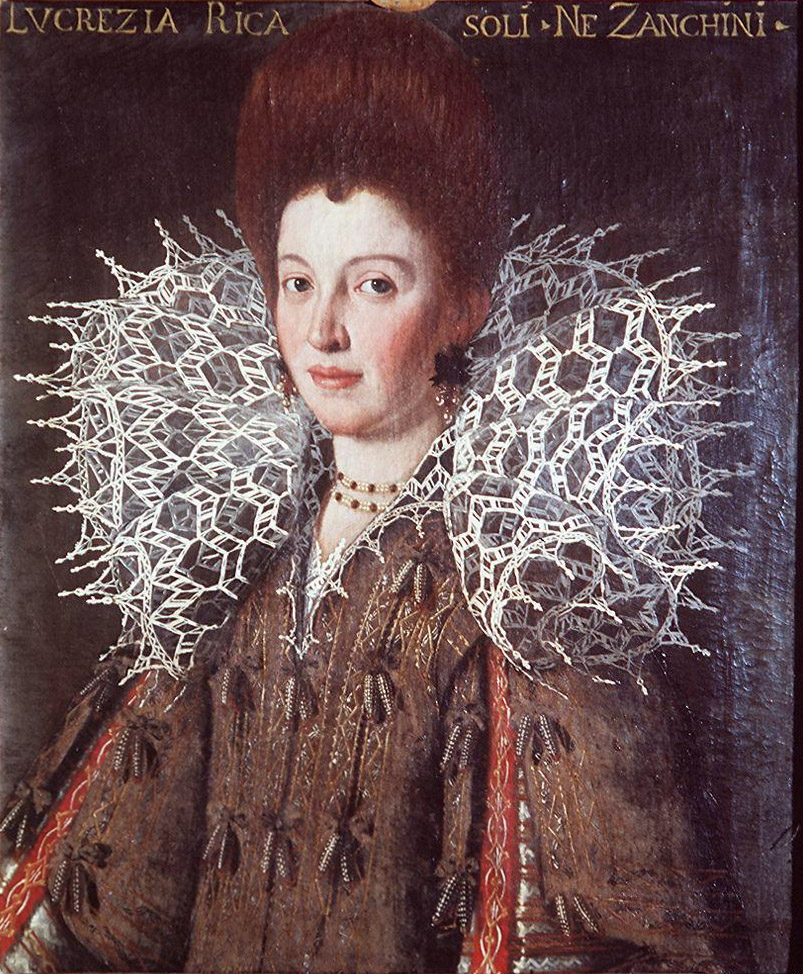
ルクレツィア・リカゾーリ（1625-1630年頃画）。身につけてる前の開いたフレーズは典型的なイタリア風。単純なプント・イン・アリアのバンドに非常にとがったボビンレースのパスマンで縁取られている。フィレンツェ、ウフィツィ美術館所蔵

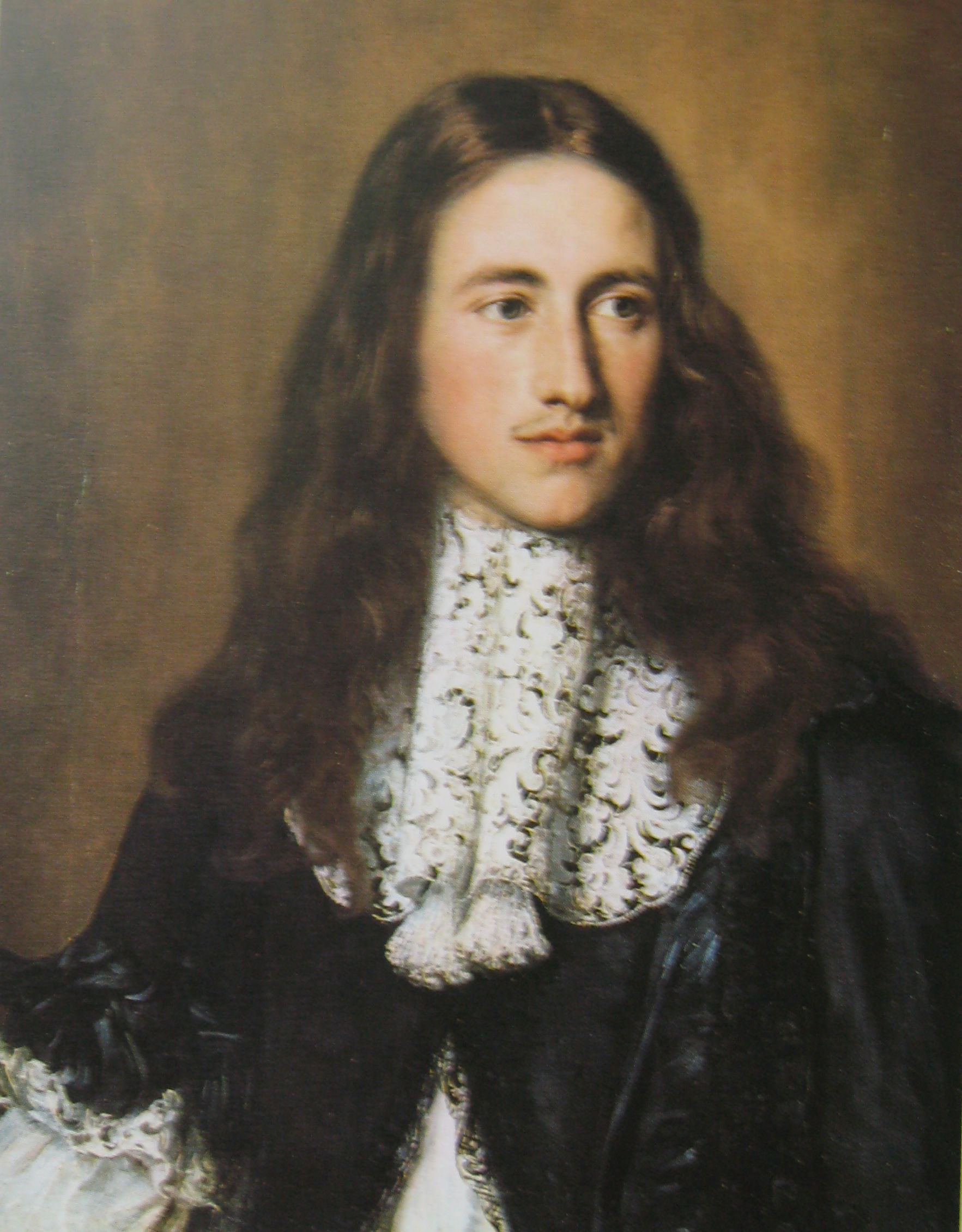
キジ家の一人の男性肖像画（1670年頃画）。若いイタリア貴族は、グロ・ポワン・ド・ヴニーズのラバ（折り返し衿）と揃いのカフスを着けている。ジャケットはボビンレースで縁取られている。アランソン、レース工芸美術館所蔵

16世紀のヴェネツィアでは、布の刺繍からレティセラ（ポワン・クペ、カットワーク、刺繍レース）やニードルレースが、飾り紐からパスマン（passement、ブレードを組んで作ったレース）が生まれた。当初のヴェネツィアンレースは、これらレティセラやパスマンであり、幾何学模様を特徴としていた。
レティセラは、1540年代までにヴェネツィアの刺繍師たちにより発明された。レティセラはニードルレースではなく刺繍レースであった。高貴な人々の身を飾った最初のレースであり、ヘンリー8世 (イングランド王) の6番目の妃、キャサリン・パーの1545年の肖像画に描かれている。これらのレースはヴェネツィア商人により各地に輸出された。16世紀半ばには、多くのレースカタログがヴェネツィアで発行され、商人たちの手によりヨーロッパ各国に伝わり、各地の出版者により重版されていった。ヴェネツィアで流行したものは直ちにアントウェルペン、パリ、ロンドンに伝わっていった。
イタリア生まれの二人のフランス王妃カトリーヌ・ド・メディシスとマリー・ド・メディシスは、フランスにレース文化をもたらした。ヴェネツィア生まれのレースデザイン職人ヴィンチオッロもパリに住み着き、1587年デザインカタログを発表した。
17世紀になり、初のニードルレースである、プント・イン・アリア（空中ステッチ）がヴェネツィアのレース女工の手により発明された 。1620年頃から1650年頃にかけて作られ、最高クラスの技術と美しさをもっていたが、このレースがトップ・ファッションとして王族達の身を飾ることはなかった。プント・イン・アリアの発展により、レースは幾何学模様から脱していった。
1640年頃、レースカタログは発行されなくなり、ヴェネツィアンレースは最盛期をむかえた。全ヨーロッパの高貴な人々にとって、ヴェネツィアンレースは、完成・完璧と同義とされた。ヴェネツィアンレースで最も成功したのは、グロ・ポワン・ド・ヴニーズ であり、フランスを始め多くのレース産地で模倣された。1680年頃に考案されたポワン・ド・ネージュ (point de neige) がヴェネツィアで考案された最後のニードルレースである（ボビンレースのポワン・ド・ネージュとは異なる）。ボビンレースでも、ニードルレースの手法が応用され、1625-1650年のヴェネツィアでは、ニードルレースと見まごうばかりの美しいボビンレースが作成された。
18世紀になると、ヴェネツィアのレースはロザリーヌ (rosaline) とよばれ、けばけばしい飾りをつけた集合体となった。かわりに他の地方の軽やかなレースがもてはやされるようになった。
一方、ボビンレースでは模倣ロザリーヌが功緻な技法により成功した。
19世紀になり、レース産業は衰退した。19世紀後半、イタリア王妃マルゲリータの後援の下に、ブラーノ（ヴェネツィア湾内の島）のレース生産が復活した。ブラーノレースはレティセラやニードルレースを摸倣し、もてはやされた。1873年ブラーノのレース教習所がアンドリアーナ・マルチェッロ伯爵夫人の指導により開設された。ボビンレースでは、ヴェネツィア地方のキオッジアでブラーノのニードルレースに似たレースを作成した。
20世紀以降、イタリアのレース産地は、ボローニャ、ミラノ、ジェノバに集約された。

## 種類
ドロンワークレース
麻糸で布を織り、織り糸を引くことにより、立体感を出し模様をつけた。
プラトーレース
生地を荒く間をあけて織り、四角い目を作り、刺繍で模様をつけた。
フィレレース
魚網のように作成した、生地に刺繍で模様をつけた。
レティセラ（カットワーク）
生地をはさみで切り抜き、細かい刺繍を施すレースで、ニードルレースのもととなった。厳密には布地を芯にしたニードル・ポイントであり、ニードルレースには含まれないが、広義のニードル・ポイント・レースである。大変高価なレースで、レースがヨーロッパの高貴な人達の身を飾るようになったのは、このレースからであり、イギリスの王や女王の肖像画に描かれた最初のレースがこれであり、ヘンリー8世 (イングランド王) の6番目の妃、キャサリン・パーの1545年の肖像画に描かれている。1560年頃に出現し1615年頃にピークを迎え、1620年には肖像画から姿を消した。
ニードルレース
生地なしで糸のみで作られたレース。ニードルレースをニードルポイントレースと呼ぶ場合もあるが、厳密には生地に刺繍をしたレースもニードルポイントレースとよばれているため、1983年頃よりアンティーク・レースの専門家の間ではニードルレースと区別して呼ぶようになった。プント・イン・アリアやグロ・ポワン・ド・ヴニーズが代表的である。各地に輸出され、模倣された。
ヴェネツィアン・ボビンレース
ボビンレースは組みひも（パスマン）を発祥とし、家庭で多く作られ、紐やブレード状の実用的なものであった。16世紀のイタリアで装飾的なボビンレースが作られ始め、ボビンレースで初めてヴェネツィアン・ボビンレースと名前がついた。16世紀のヴェネツィアンボビンレースは、カットワークの模倣であり、18世紀の個性あるヴェネツィアンボビンレース（模倣ロザリーヌ）とは区別されるものである。